# Pticy nad gorodom
Pticy nad gorodom (Птицы над городом) è un film del 1974 diretto da Sergej Nikonenko.

## Trama
Il film racconta di scolari che hanno trovato pagine dattiloscritte con la scritta Attack, che raccontano varie storie militari scritte da un uomo che vive nel blocco successivo.